# Partit Gallec Social Demòcrata
El Partido Galego Social Demócrata (PGSD) fou un partit nacionalista gallec.
Fou fundat amb el nom d’Unión Social-Demócrata Galega en març de 1974, dirigit per Xosé Luís Fontela i Alfonso Zulueta de Haz. Era partidari de l'autodeterminació amb la finalitat d'integrar-se posteriorment en un Estat Federal. La seva ideologia defensava un socialisme democràtic, humanista, personalista i comunitari. Només va tenir alguna implantació a les ciutats. Formà part del Consello de Forzas Políticas Galegas (1976), però l'abandonà junt amb la UPG en 1977 per discrepàncies sobre l'acceptació de forces estatals.
Va concórrer en coalició amb el Partido Popular Galego a les eleccions generals espanyoles de 1977. Els mals resultats (23.014 vots, el 2,04%) propiciaren la formació d'un nou partit, format pel PGSD i el PPG, amb el nom de Partit Galleguista i la desaparició del PGSD.